# Генрі Ніколл (вершник)
Генрі Ніколл (англ. Henry Nicoll, 17 квітня 1908 — 4 грудня 1999) — британський вершник.
Бронзовий призер Олімпійських Ігор 1948 року в командному конкурі.